# Ottagono San Pietro
Ottagono San Pietro ist eine kleine Festungsinsel in der Lagune von Venedig vor Malamocco. Die Insel hat eine Fläche von 3.326 m² (nach Angaben der Kommune nur 3.094) und ist von einer Festungsmauer umgeben. Die dort stationierten Kanonen bewachten die Einfahrt von Malamocco.

## Geschichte
Angesichts der militärischen Konflikte mit den Osmanen, die 1571 in der Seeschlacht von Lepanto kulminierten, beschloss der Senat der Republik Venedig, die Einfahrten in die Lagune militärisch zu sichern. Dazu sollte eine Reihe achteckiger Festungsbauten (ottagoni) entstehen. Die Kanonen auf der Festungsinsel Ottagono San Pietro hatten die Aufgabe, etwaige Eindringlinge in die Lagune, denen der Durchbruch durch die befestigte Durchfahrt von Malamocco gelungen war, zu beschießen. Ob zu dieser Zeit bestehende Festungen verstärkt oder ob sie komplett neu errichtet wurden, ist unklar.
Im Laufe des Krieges um das kretische Candia, der Venedig von 1646 bis 1669 beschäftigte, wurde die Insel noch stärker befestigt. Danach wurden die Ottagoni jedoch vernachlässigt, bis es ab 1726 zu abermaligen Modernisierungen kam.
Im Rahmen der erneuten Anpassung der Insel an die militärischen Bedürfnisse der von 1815 bis 1866 in Venedig herrschenden Österreicher wurden ab 1850, nach der Niederschlagung der Repubblica di Venezia, Gänge und Galerien innerhalb der Mauern eingefügt; es entstanden Kasematten und neue und mehr Kanonen wurden aufgestellt. Die drei der acht Seiten der Festung, die Richtung Einfahrt von Malamocco wiesen, wurden besonders stark befestigt.
Nachdem die Festungen in keiner Weise mehr den veränderten politischen und militärischen Bedingungen entsprachen, wurden sie in den 1960er und 70er Jahren aufgegeben. Der Erhaltungszustand der Anlagen ist heute äußerst schlecht.